# (54411) Bobestelle
(54411) Bobestelle (2000 LH10) – planetoida z grupy pasa głównego asteroid okrążająca Słońce w ciągu 4,83 lat w średniej odległości 2,86 j.a. Odkryta 3 czerwca 2000 roku.